# 春まっしぐら!
『春まっしぐら!』（はるまっしぐら）は、1981年4月14日から1981年6月2日まで、TBS系列にて放映されたテレビドラマ。
放送時間は毎週火曜日20:00～20:55。全8回。

## 概要・内容
主人公・千春は、九州・島原の生まれ育ち。千春はその島原で幼稚園の先生をしていたが、大学を卒業したものの就職活動に失敗した弟・真澄と、定年退職した父・為三と一緒に東京へ上京することになった。千春は新宿に料理店「有明」を開店。真澄はアルバイトなどに精を出す。千春たちの新しい暮らしとサクセスストーリーを描いていた。 

## キャスト
- 塩田千春：小柳ルミ子
- 塩田真澄：広岡瞬
- 塩田為三：船越英二
- 松沢芳夫：小野寺昭
- 瀬川：渡辺篤史
- サチ：熊谷美由紀
- 壮助：名古屋章
- 杉谷キン：賀原夏子
- 和枝：荒木由美子
- 井原千寿子
- 井上夏葉
- 金田龍之介
- 猪俣光世
- ヒデ：平泉征（第5話）

## スタッフ
- プロデューサー：飯島敏宏
- 脚本：森﨑東、鹿水晶子、加藤盟
- 演出：楠田泰之
- 制作: 木下プロダクション、TBS

## サブタイトル
| 話数 | 放送日        | サブタイトル        | 脚本             | 演出     |
| ---- | ------------- | ------------------- | ---------------- | -------- |
| 1    | 1981年4月14日 | おんなは度胸        | 森﨑東           | 楠田泰之 |
| 2    | 4月21日       | お困りでしょう      | 森崎東、鹿水晶子 | 楠田泰之 |
| 3    | 4月28日       | 姉ちゃんは肝っ玉    | 森崎東、鹿水晶子 | 楠田泰之 |
| 4    | 5月5日        | バカな弟!           | 加藤盟           | 楠田泰之 |
| 5    | 5月12日       | 涙に乾杯!           | 加藤盟           | 楠田泰之 |
| 6    | 5月19日       | 姉ちゃんに首ったけ! | 鹿水晶子         | 楠田泰之 |
| 7    | 5月26日       | ドッコイ生きてます! | 加藤盟           | 楠田泰之 |
| 8    | 6月2日        | 君にまっしぐら!     | 加藤盟           | 楠田泰之 |